# 홍종구
홍종구(1971년 3월 17일 ~ )는 대한민국의 가수, 대학 교수이자 기업인으로, 전 노이즈의 리더이다.

## 학력
- 경기대학교 국어국문학 중퇴

## 생애
1991년 솔로 데뷔작으로 《그대의 슬픈 눈빛》으로 데뷔하였으나, 이듬해 1992년 노이즈로 독특한 보컬로 활동하면서 큰 사랑을 받았다. 1998년 안티노이즈 활동을 끝으로 연예계를 은퇴하면서, 연예인 매니지먼트 및 음반제작에 뛰어들었다. 2013년 현재 티엔알글로벌네트윅스의 대표이사와 한국연예매니지먼트협회의 부회장, 국제대학교 엔터테인먼트과 초빙교수로 활동했다.

## 예능
- JTBC 《투유 프로젝트 - 슈가맨》
- MBC 《미스터리 음악쇼 복면가왕》... 88올림픽 꿈나무 호돌이 <참가자>

## 수상
- 1993년 KBS 가요대상 올해의 가수상
- 1995년 KBS 가요대상 올해의 가수상
- 1995년 하이원 서울가요대상 본상
- 1995년: 대한민국영상음반대상 본상
- 1996년: 대한민국영상음반대상 본상

## 결혼 및 가족
- 홍종구는 2013년 3월 19일 서울특별시 강남구 역삼동 라움 체임버 홀에서 배우 송서연씨와 결혼식을 올렸다.